# موکسرات
موکسرات (به آلمانی: Muxerath) یک شهر در آلمان است که در بیتبورگ-پروم واقع شده‌است.